# Херсонка (Алтайский край)
Херсонка — упразднённое село в Славгородском районе Алтайского края. Упразднено в 1969 г.

## География
Располагалось на западном берегу Кулундинского озера.

## История
Основано в 1910 г. В 1928 г. посёлок Херсонка состоял из 99 хозяйств, центр Херсонского сельсовета Знаменского района Славгородского округа Сибирского края.

## Население
В 1928 году в посёлке проживало 440 человек (198 мужчины и 242 женщины), основное население — украинцы.

## Инфраструктура
С 1963 по 1969 гг. в селе располагался гидрологический пост на озере Кулунда.